# Platina regeringsjubileum van Elizabeth II
Het platina jubileum van Elizabeth II in 2022 werd gevierd in het Verenigd Koninkrijk en het Gemenebest, zijnde de 70e verjaardag van de aantreding van koningin Elizabeth II op 6 februari 1952. (De kroning vond plaats op 2 juni het jaar erop.) In het Verenigd Koninkrijk werd een extra bank holiday gecreëerd. Ook werd het traditionele bank holiday weekend van mei verplaatst naar begin juni, om een speciaal vierdaags Jubileumweekend te creëren. De Britse regering beloofde een 'once-in-a-generation show', die "het beste van de Britse ceremoniële pracht en praal zal combineren met geavanceerde artistieke en technologische vertoningen".
Het was de eerste keer in de geschiedenis van het Verenigd Koninkrijk dat een Britse monarch een platina-jubileum vierde.

## Vieringen

### Verenigd Koninkrijk
De Koninginnedagparade, ook wel bekend als Trooping the Colour, die meestal plaatsvindt op de tweede zaterdag van juni, werd gehouden op donderdag 2 juni 2022. Meer dan 1.400 paraderende soldaten, 200 paarden en 400 muzikanten zouden samenkomen in de traditionele parade ter gelegenheid van de officiële verjaardag van de koningin. Het evenement wordt afgesloten met het observeren van een Royal Air Force-flypas vanaf het balkon van Buckingham Palace met de koningin en de koninklijke familie.
De traditie van het vieren van koninklijke jubilea, bruiloften en kroningen met het aansteken van bakens, zou worden voortgezet tijdens het platina jubileum en op 2 juni plaatsvinden in het Verenigd Koninkrijk, samen met de Crown Dependencies en de Britse overzeese gebiedsdelen. Voor het eerst zouden in elke hoofdstad van elk Gemenebestland bakens worden aangestoken ter gelegenheid van 70 jaar heerschappij van de koningin.
Op 3 juni zou de traditionele dankdienst voor het bewind van de koningin worden gehouden in de St Paul's Cathedral.
De koningin zou op 4 juni ook de Derby in Epsom Downs bijwonen, samen met andere leden van de koninklijke familie. 's Avonds zou er een concert plaatsvinden met de naam ' Platinum Party at the Palace' in Buckingham Palace, met enkele van de grootste artiesten en entertainmentsterren. De BBC zou het concert produceren en uitzenden en het, net als het Diamond Jubilee Concert, via de European Broadcasting Union distribueren. Leden van het publiek werden uitgenodigd om zich aan te melden en het evenement bij te wonen.
Op de laatste dag van de verlengde feestdag worden mensen aangemoedigd om een 'Big Jubilee Lunch' te houden, waarbij gemeenschappen worden aangemoedigd om hun connecties te vieren en elkaar een beetje beter te leren kennen. Een optocht met ongeveer 5.000 mensen uit het hele Verenigd Koninkrijk en het Gemenebest zal plaatsvinden tegen de achtergrond van Buckingham Palace, gecombineerd met straatkunst, theater, muziek, circus, carnaval en kostuum ter ere van het bewind van de koningin.

## Herdenking

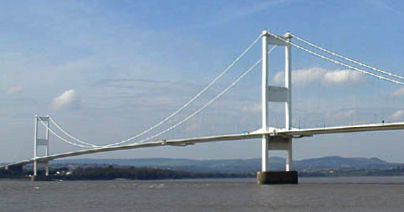
De Severn-brug

Er zou een platina jubileummedaille worden gemaakt om het jubileum te markeren. Het werd toegekend aan mensen die in openbare dienst werken, waaronder vertegenwoordigers van de strijdkrachten, de hulpdiensten en de gevangenisdiensten.
De treinverbinding onder het centrum van Londen gerealiseerd door Crossrail zou als Elizabeth line in 2022 in dienst genomen worden.
South Gloucestershire Council stelde voor om de Severn Bridge te hernoemen ter ere van het jubileum van de koningin in 2022.
De Corby Pole Fair in 2022 werd gehouden op vrijdag 3 juni 2022 en viel samen met de viering van het platina jubileum van de koningin.
Historic Royal Palaces maakte plannen voor een tuin met een Commonwealth- thema in de historische gracht van de Tower of London.

### De groene luifel van de koningin
Een campagne, bekend als 'The Queen's Green Canopy', werd gelanceerd in mei 2021, voorafgaand aan het jubileum in 2022. Van mensen in het hele Verenigd Koninkrijk werd verwacht dat ze 'een boom planten voor het jubileum' om de mijlpaal zouden markeren. Om het milieu te helpen en lokale gebieden groener te maken, werden mensen aangespoord om dit 'speciale geschenk' voor de koningin te maken in haar platina jubileumjaar. In een verklaring zei premier van het Verenigd Koninkrijk Boris Johnson: "Terwijl we de ongelooflijke 70-jarige dienst van Hare Majesteit vieren, moedig ik iedereen aan om achter dit plan te staan en te gaan 'Plant a Tree for the Jubilee'."